# Kai Huckenbeck
Kai Huckenbeck (* 23. Februar 1993 in Wuppertal) ist ein deutscher Speedwayfahrer und zweifacher Deutscher Speedway-Einzelmeister. Zurzeit fährt er für den polnischen Verein Polonia Bydgoszcz.

## Werdegang
Huckenbeck fuhr 2002 eine 50-cm³-Maschine in der Schülerklasse, gewann 2004 mit 11 Jahren in der 125-cm³-Klasse die deutsche und die niederländische Meisterschaft und 2007 in der J-Lizenz eine 500-cm³-Speedwaymaschine. Er nahm an den Qualifikationsrunden zur U-21-Speedway-Weltmeisterschaft (Einzel & Team), der U-19-Europameisterschaft und der U-19-Team-Europameisterschaft teil.
Huckenbecks bisher schönster Erfolg ist der Sieg bei der Deutschen Speedway-Einzelmeisterschaft am 31. August 2013 in Berghaupten. Außerdem gewann er die Deutschen Speedway-Einzel-Vizemeisterschaft 2011 in Güstrow und die U21-Speedway-Meisterschaft 2011. In der Speedway-Bundesliga startete er bis 2013 für Güstrow, Wolfslake, Diedenbergen und Wittstock. Für 2014 unterschrieb er einen Vertrag in der zweiten polnischen Liga bei Oppeln/Opole, gemeinsam mit seinen Landsmännern Christian Hefenbrock und Steven Mauer.
In den Jahren 2016/2017 schaffte Huckenbeck den Durchbruch auf internationaler Ebene. Neben der deutschen und der englischen Liga schaffte er es in die polnische Ekstraliga und unterschrieb 2017 einen 2-Jahres-Vertrag bei GKM Grudziądz. 2016 fuhr er beim Speedway Europameisterschafts-Lauf in Güstrow auf Platz 3, wiederholte diese Leistung 2017 fast und belegte den 5. Platz. Er erhielt die Veranstalter Wild Card für den Speedway Grand Prix Teterow 2017 und beendete als bester Deutscher die Speedway Grand Prix Challenge auf Platz 9 und verfehlte knapp einen Reserveplatz für die Weltmeisterschaft. Für 2024 erhielt Kai Huckenbeck eine Wildcard und fährt somit dauerhaft im Speedway Grand Prix 2024.

## Erfolge
- Deutscher Speedway-Einzelmeister: 2013, 2014
- Deutscher Speedway-Einzel-Vizemeister: 2011, 2017
- Deutscher Speedway-Mannschaftsmeister:
  - 2014 MSC Brokstedt
  - 2015 MC "Nordstern" Stralsund (Einsatz als Gastfahrer im Finalrennen)
- Deutscher U21-Speedway-Meister: 2011
- Gewinner der Speedway-Team-Cup Mannschaftsmeisterschaft mit den Black Forest Eagles (MSC Berghaupten) 2015
- Sieger des Langbahn Weltmeisterschafts Challenge 2015